# Rokîtne, Kremenciuk
Rokîtne (în ucraineană Рокитне) este localitatea de reședință a comunei Rokîtne din raionul Kremenciuk, regiunea Poltava, Ucraina.

## Demografie
Componența lingvistică a localității Rokîtne
     Ucraineană (95,46%)
     Rusă (4,36%)
     Alte limbi (0,18%)
Conform recensământului din 2001, majoritatea populației localității Rokîtne era vorbitoare de ucraineană (95,46%), existând în minoritate și vorbitori de rusă (4,36%).